# تشهير (فليم وثائقي)
تشهير هو فيلم وثائقي من عمل المخرج يواف شامير. يتناول الفيلم موضوع معاداة السامية، وتحديداً كيفية تأثير مفهوم معاداة السامية على السياسة الإسرائيلية والأمريكية. حاز الفيلم على جائزة أفضل فيلم وثائقي في مهرجان أسيا بسيفيك سكرين عام 2009.

## المحتوى
يحاول الفيلم البحث عن إجابات للعديد من التساؤلات مثل هل أصبحت تهمة معاداة السامية تطلق على كل من ينتقد إسرائيل، وهل ينع تصور بعض اليهود لأحداث الماضي كالمحرقة من التقدم في الوقت الحاضر.
يؤكد مخرج الفيلم يواف شامير في بداية الفيلم أنه وبصفته إسرائيلي لم يواجه أبداً معاداة السامية على الصعيد الشخصي، ويفصح عن رغبته في معرفة المزيد حول هذا الموضوع الذي تركز وسائل الإعلام الإسرائيلي في الإشارة إليه وبنشر قصص وحوادث عن معاداة السامية من جميع أنحاء العالم.
ويتضمن الفيلم مقابلات مع رئيس رابطة مكافحة التشهير إبراهام فوكسمان، والكاتب المشارك في نيويورك تايمز وكاتب كتاب اللوبي الإسرائيلي والسياسة الأمريكية الخارجية جون ميرشايمر، ونورمان فنكلستين ناقد سياسة الحكومة الإسرائيلية، وغيرهم. ويتبع الفيلم أيضاً مجموعة من طلاب الثانوية الإسرائيليين في رحلة مدرسية إلى أوروبا في جولة إلى أوشفيتز وغيرها من مواقع المحرقة المعروفة.
ويشير الفيلم إلى أن رابطة مكافحة التشهير ذكرت أن معاداة السامية في تصاعد، زاعمة أن هناك 1500 حادثة معاداة للسامية في الولايات المتحدة، لكن عندما يتصل شامير في الرابطة لا يجدوا إلا حوادث صغيرة مثل تعليقات مثيرة على موقع إلكتروني أو موظف لم يمنح إجازة في عطله يهودية، أو أشخاص مستاءون من استخدام الشرطي لكلمة يهودي. وفي حادثة قام مجموعة من الأطفال الأفارقة بين عمر العاشرة والثانية عشر برشق الحجارة على حافلة مدرسية مما أدى إلى كسر نافذتين.
ويجري شامير أيضاً مقابلة مع حاخام يقول أن الرابطة تشعل العلاقة بين اليهود وغيرهم في الولايات المتحدة، وأن اليهود العلمانيين أكثر حساسية لمعاداة السامية من اليهود المتدينين.

## أصداء الفيلم
أدرج موقع روتن توميتوز 11 مراجعة إيجابية ومراجعتين سلبيتين للفيلم.
وبعد أن تم عرض الفيلم في مهرجان تريبكيا السنمائي أصدرت رابطة مكافحة التشهير بيان يندد بالفيلم ويذكر أنه يقلل من شأن مسألة معاداة السامية ويرخص المحرقة، وأن الوثائقي عبارة عن منظور شامير الشخصي الضال، وهو فرصة ضائعة لتوثيق مسائل هامة وجدية.

## وصلات خارجية
- تشهير على موقع IMDb (الإنجليزية)
- تشهير على موقع ميتاكريتيك (الإنجليزية)
- تشهير على موقع روتن توميتوز (الإنجليزية)
- تشهير على موقع نتفليكس (الإنجليزية)
- تشهير على موقع ألو سيني (الفرنسية)
- تشهير على موقع Turner Classic Movies (الإنجليزية)
- تشهير على موقع أول موفي (الإنجليزية)
- تشهير على موقع بوكس أوفيس موجو (الإنجليزية)
- تشهير على موقع فيلمافينيتي (الإسبانية)
- تشهير على موقع قاعدة بيانات الفيلم (الإنجليزية)
- الموقع الرسمي للفيلم
- لمشاهدة الفيلم على الشبكة